# Лірен
Лірен (нід. Lieren) — село в нідерландській провінції Гелдерланд. Входить до муніципалітету Апелдорн.

## Галерея

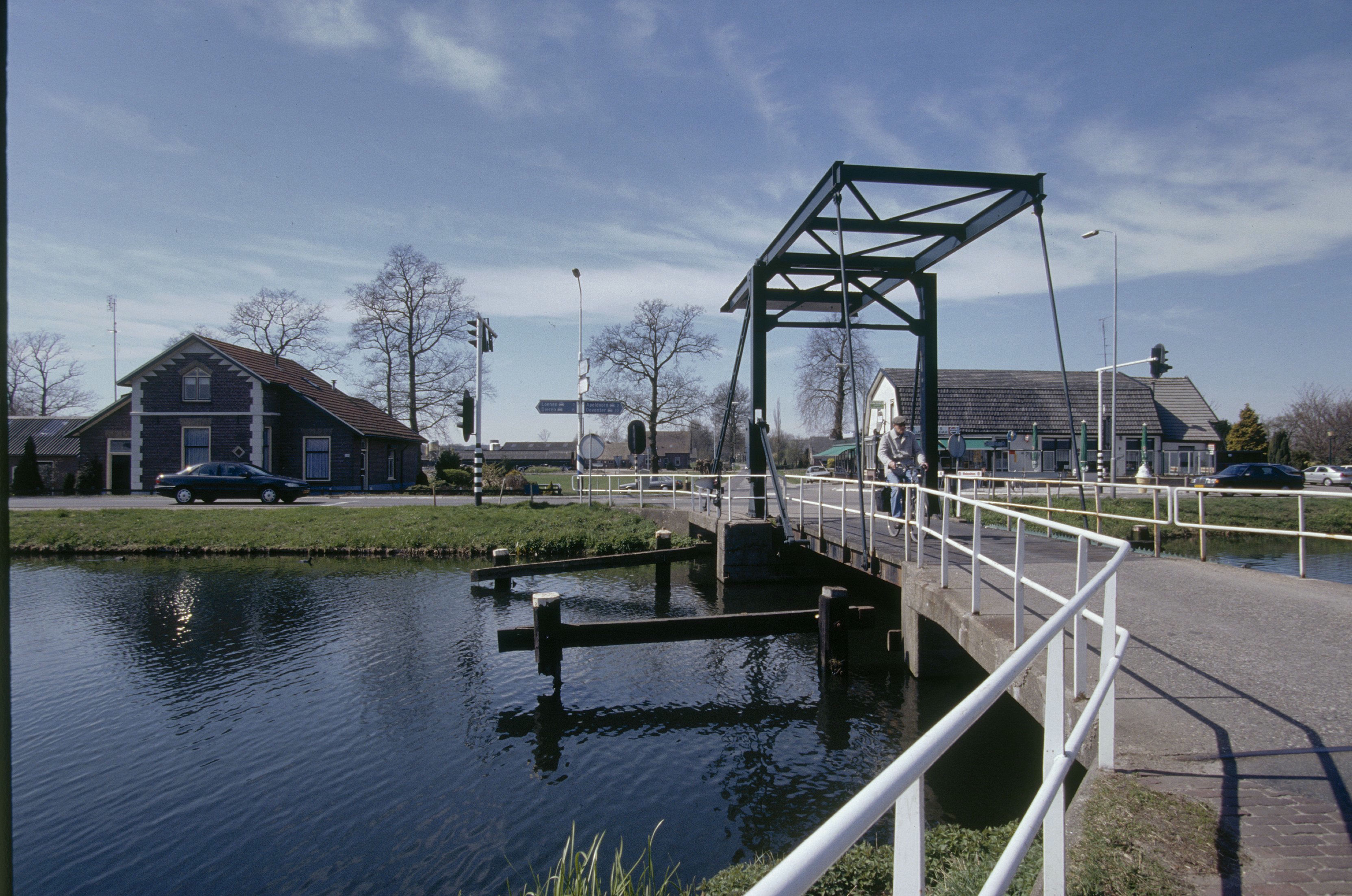
Місток
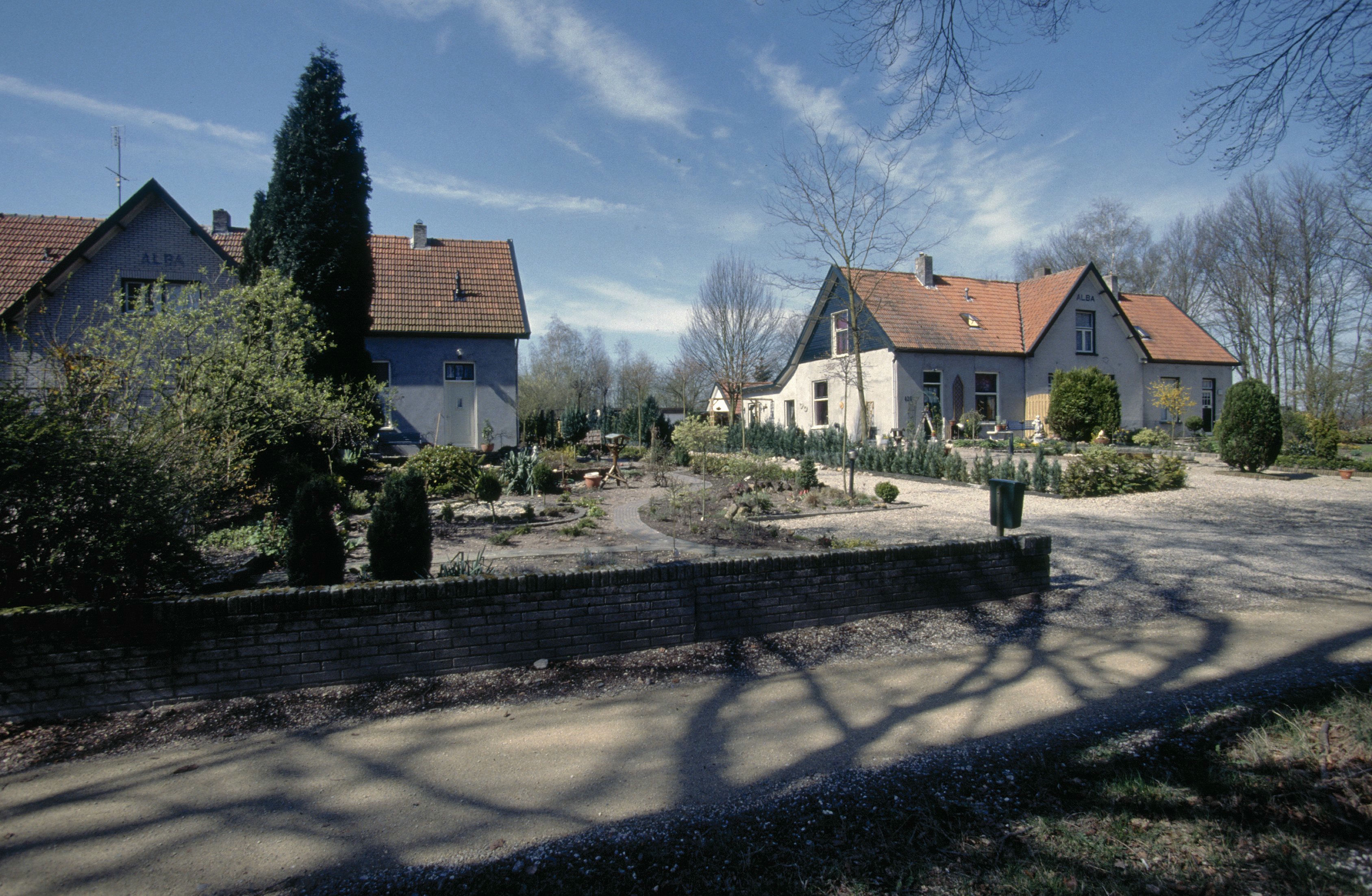
Сільська панорама
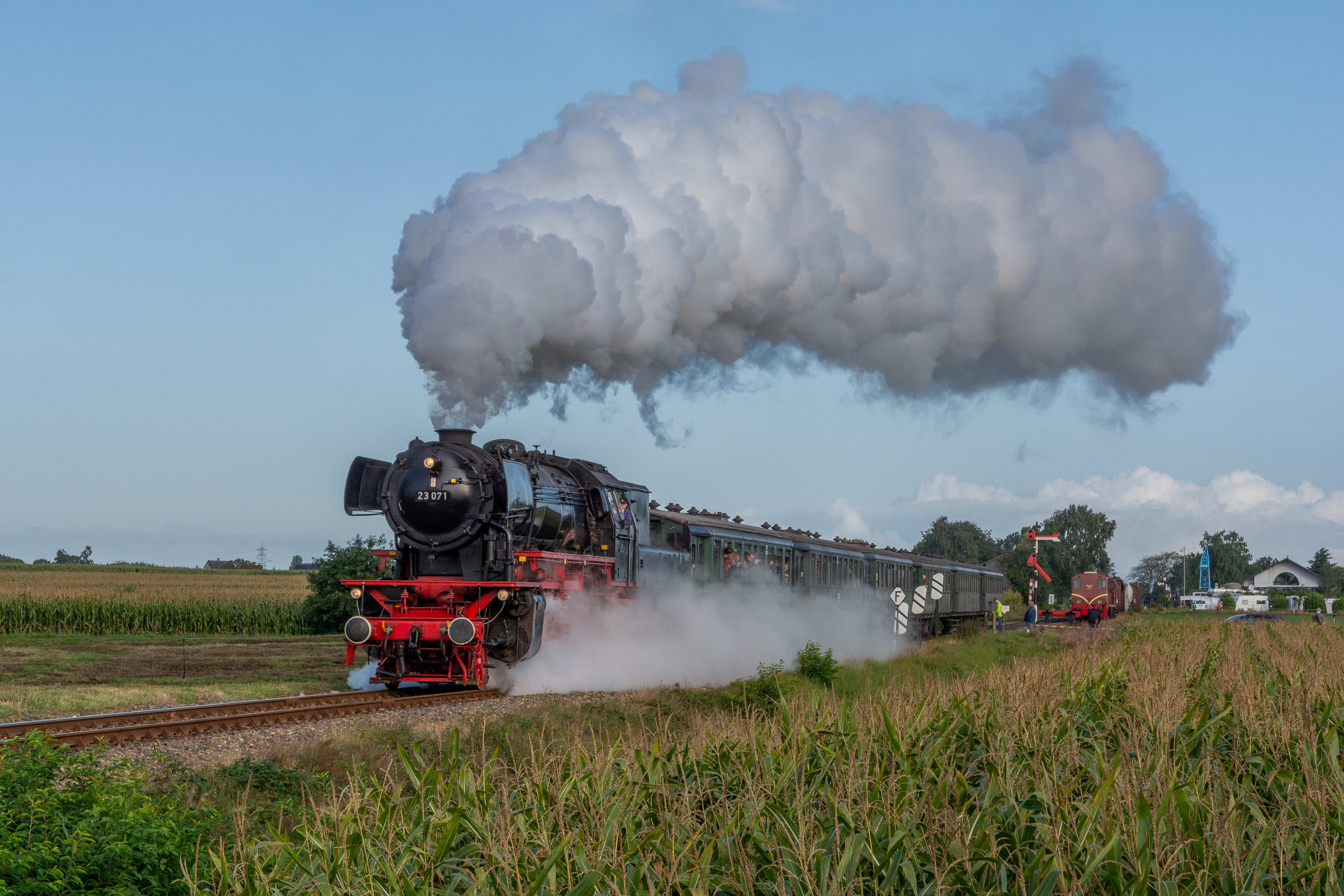
Паротяг
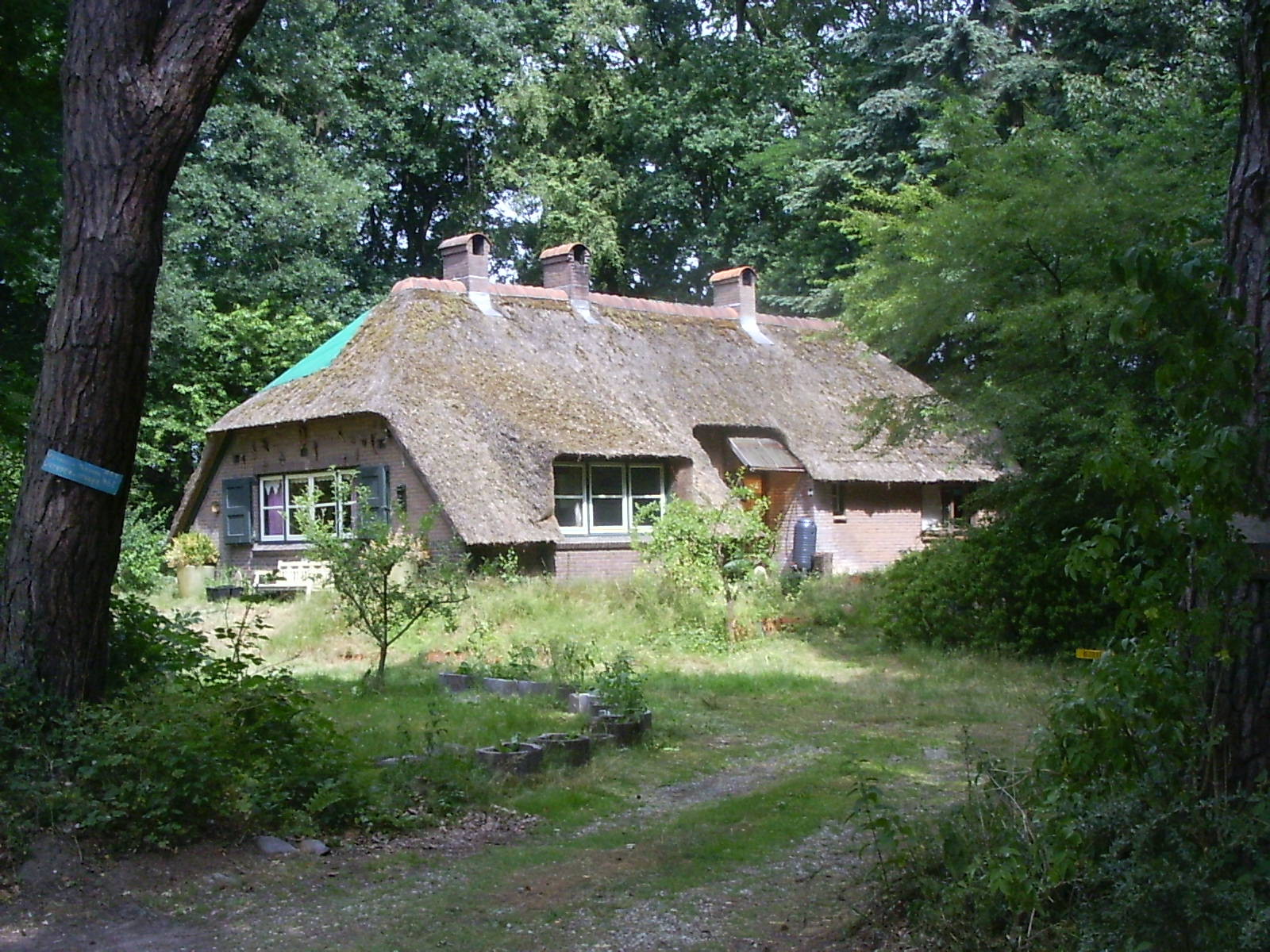
Лісовий будинок